# Süchbaatar-Platz

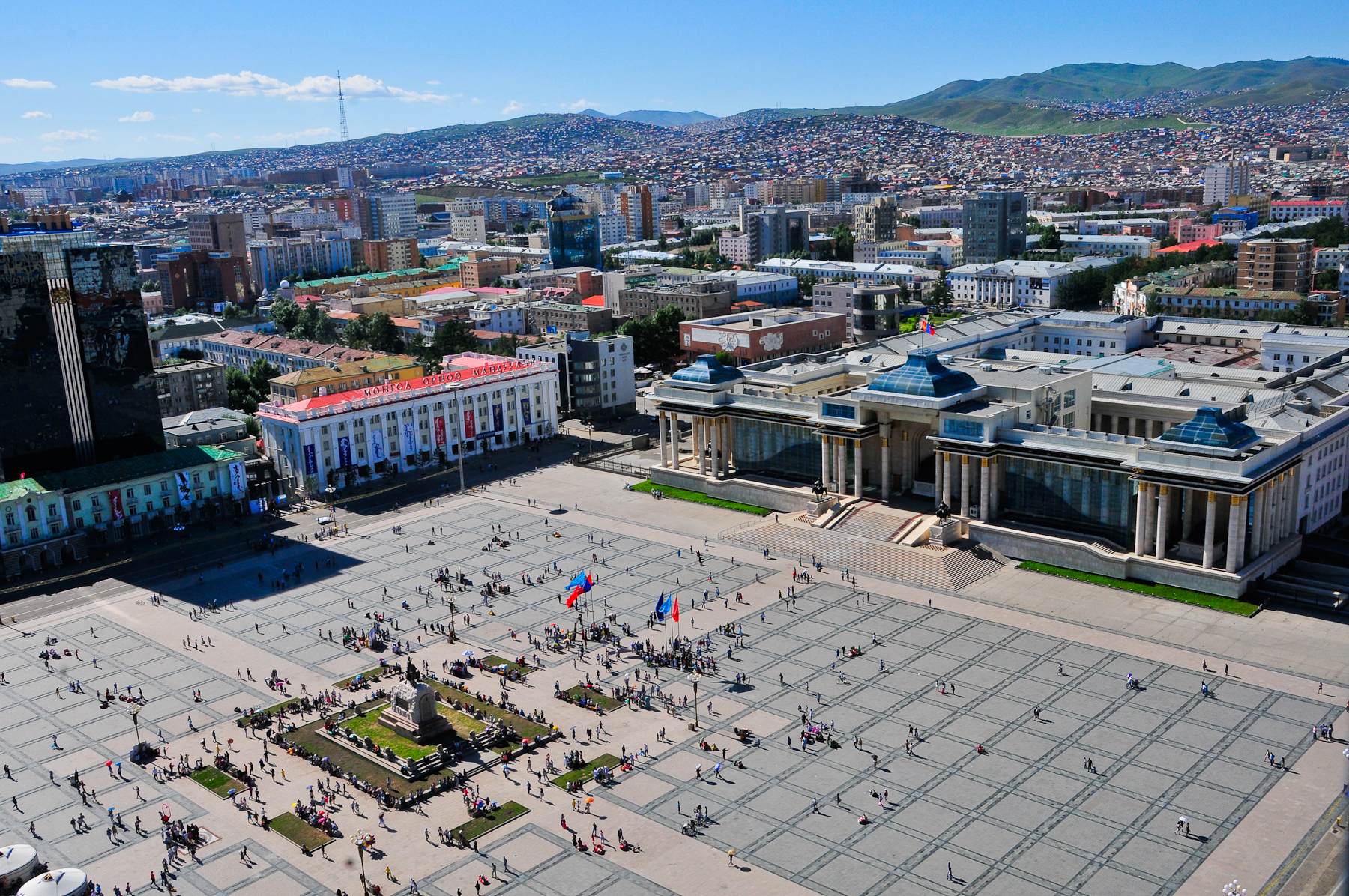
Süchbaatar-Platz in Ulaanbaatar

Der Süchbaatar-Platz (mongolisch Сүхбаатарын талбай) ist der zentrale Platz in der mongolischen Hauptstadt Ulaanbaatar. Er wurde nach dem mongolischen Revolutionsführer und Staatsgründer Damdiny Süchbaatar (1893–1923) benannt.

## Gebäude

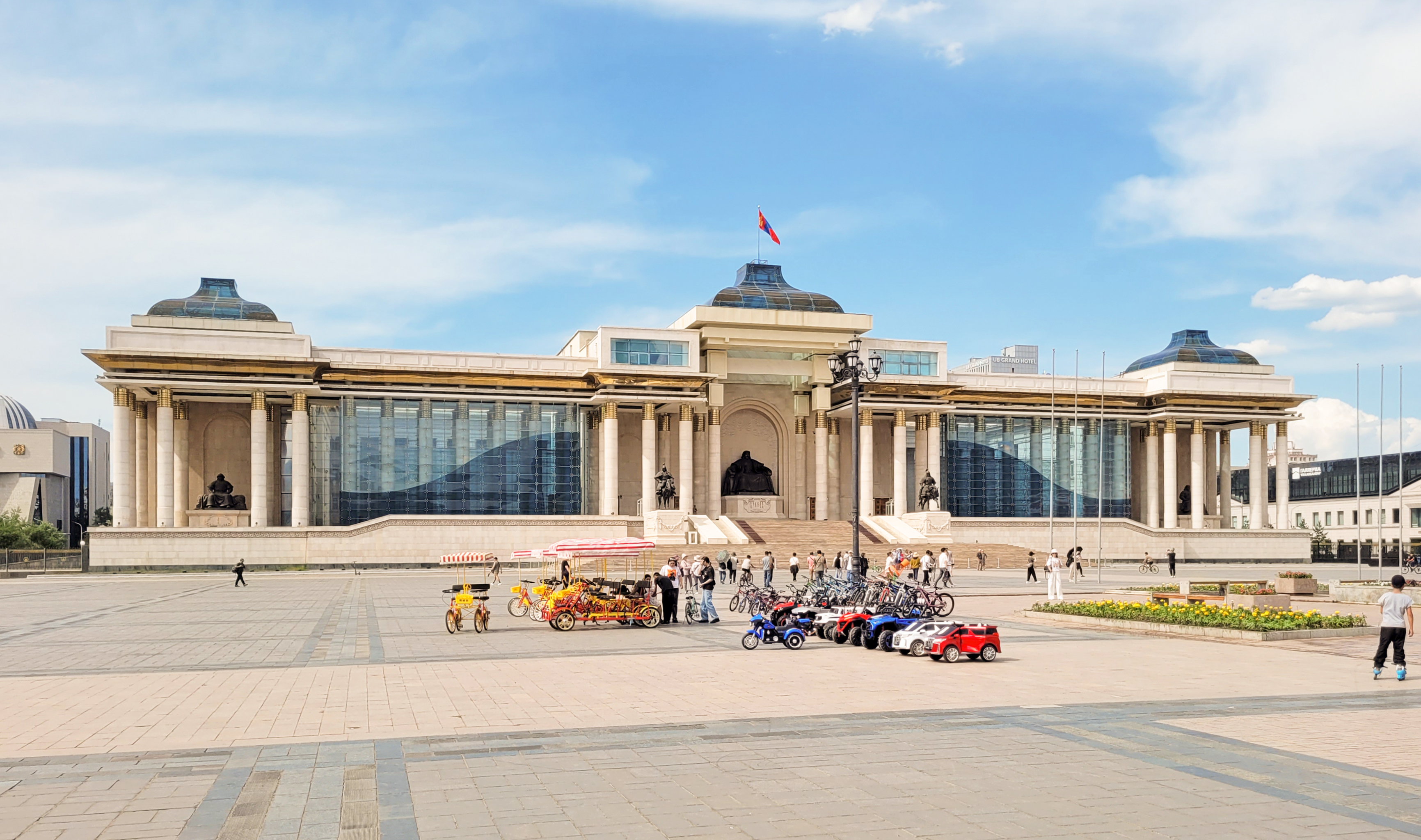
Regierungspalast mit Dschingis-Khan-Denkmal (seit 2006)

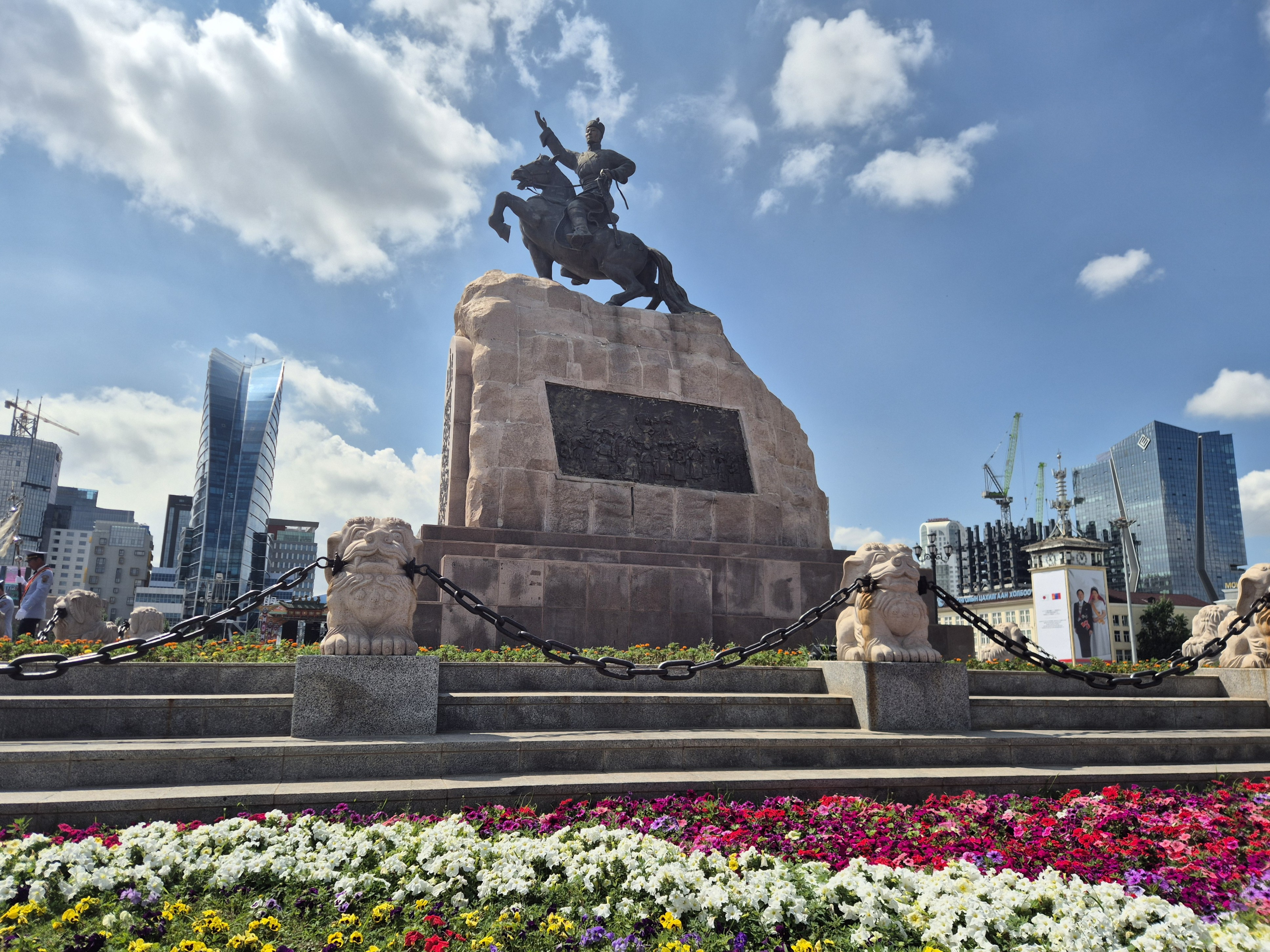
Süchbaatar-Denkmal auf dem Platz

Der zentrale Platz ist gesäumt von bedeutenden Gebäuden. Der Regierungspalast (erbaut 1951 an der Stelle des alten Nationaltheaters) nimmt die Nordseite des Platzes ein. In den Erweiterungsflügel des Regierungspalastes ist ein Denkmal für Dschingis Khan, Ögedei Khan und Kublai Khan integriert, welches 2006 zum 800. Jahrestag der Krönung Dschingis Khans fertiggestellt wurde. Bis zu seinem Abriss im Jahr 2005 befand sich das Süchbaatar-Mausoleum, die ehemalige Grabstätte von Damdiny Süchbaatar und von Chorloogiin Tschoibalsan, direkt vor dem Regierungspalast.
An der Westseite des Platzes befindet sich das Hauptquartier der Ulaanbaatar Bank, das Rathaus der Stadt Ulaanbaatar, welches von den Einheimischen wegen seiner dunklen Fassade oft als „Todesstern“ bezeichnet wird, sowie das Hauptquartier der Golomt Bank, das Gebäude der Mongolischen Börse (früher: Eldev-Ochir-Kino, 1946–1948), das Gebäude der Mongolischen Telekom und das Hauptpostamt. Die Ostseite des Platzes wird vom Zentralen Kulturpalast, dem Mongolischen Theatermuseum und dem Staatlichen Opern- und Balletttheater flankiert, welche zwischen 1946 und 1948 erbaut wurden, sowie von den Central Towers, einem 2008 fertiggestellten Wolkenkratzer aus Glas und Metall.
Gleich östlich des Regierungspalastes, an der nordöstlichen Ecke des Platzes befindet sich das ehemalige Gebäude der Staatsdruckerei, ein weißes zweistöckiges Gebäude, welches in den 1920er Jahren vom deutschen Architekten Kavel Maher entworfen wurde und 2018 als Einkaufszentrum Galleria Ulaanbaatar wiedereröffnet wurde.
Im Süden befindet sich das alte Lenin-Club-Gebäude (von 1929), direkt neben dem modernen segelförmigen Wolkenkratzer Blue Sky Tower. Neben dem zentral gelegenen Sükhbaatar-Denkmal zieren mehrere weitere Statuen den Rand des Platzes, darunter eine des ehemaligen Präsidenten Dschamsrangiin Sambuu an der nordwestlichen Ecke und eine weitere für den ermordeten Revolutionsführer Sandschaasürengiin Dsorig an der Kreuzung an der südwestlichen Ecke (vor dem Hauptpostamt). In der Mitte des Platzes steht eine Reiterstatue von Damdiny Süchbaatar, während eine Monumentalstatue am Regierungspalast Dschingis Khan ehrt, sowie Ögedei Khan und Kublai Khan.

## Geschichte

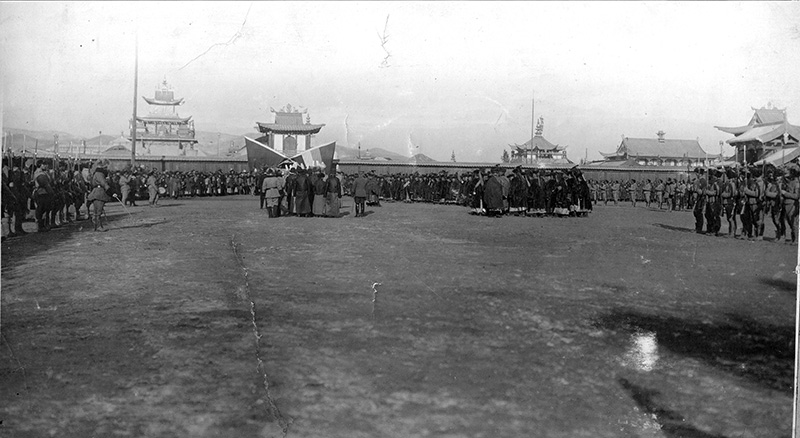
Gelber Palast (1920)

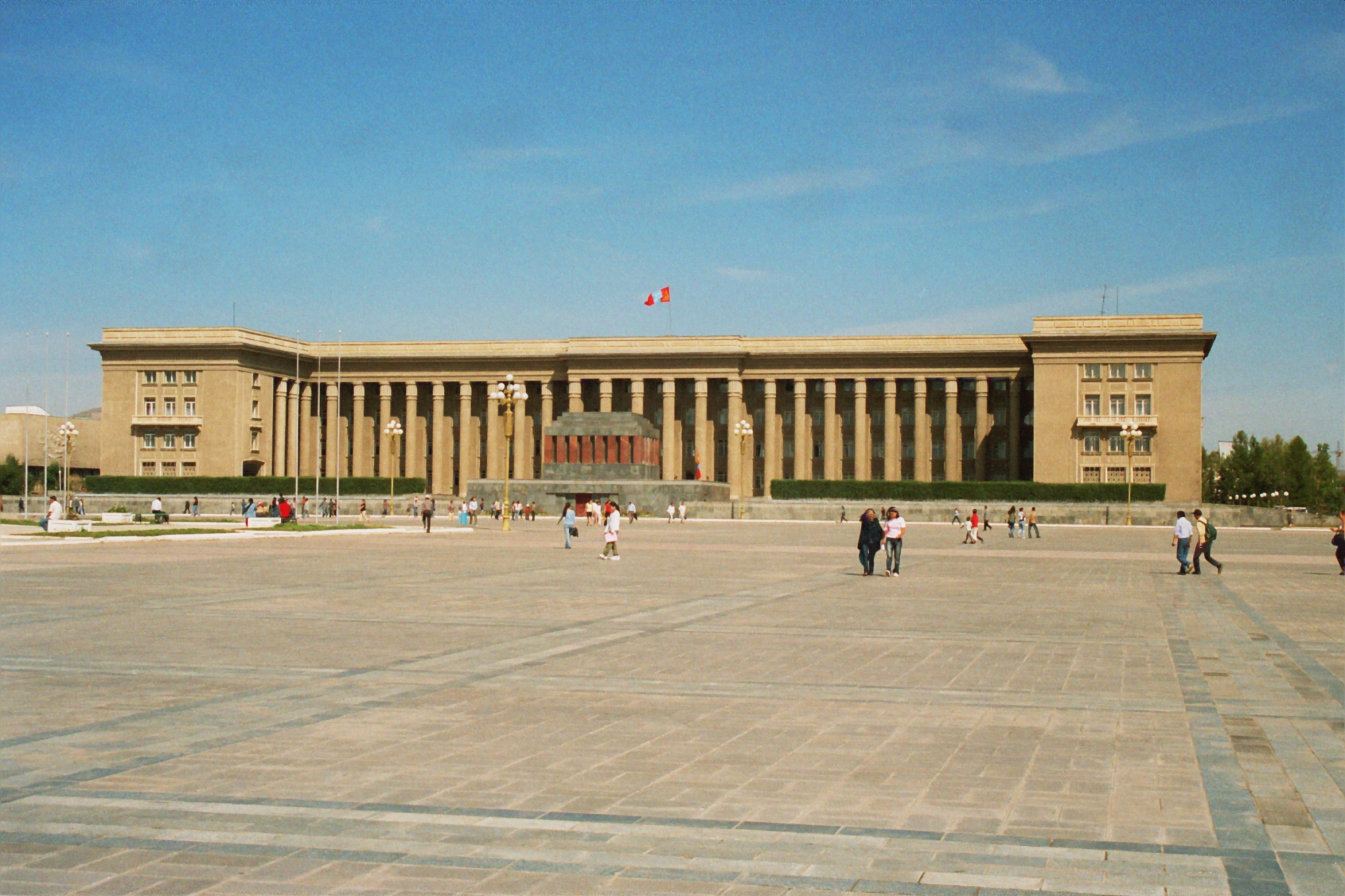
Regierungspalast mit Süchbaatar-Mausoleum (bis 2005)

Im späten 19. und frühen 20. Jahrhundert befand sich auf dem Gelände des heutigen Regierungspalastes und öffentlichen Platzes größtenteils ein Tempel-Kloster-Palast-Komplex (Gelber Palast, шар ордон), der als offizielle Residenz des spirituellen Führers der Mongolei diente, des Jebtsundamba Khutukhtu. Der Tempel und seine Umgebung wurden „Zuun Khuree“ („Ostkloster“) genannt, um ihn vom Gandantegchinlen-Kloster und seinen umliegenden Siedlungen im Westen zu unterscheiden. Etwas südlich des Tempelkomplexes befand sich ein Freigelände, das auf allen Seiten von grob behauenen Holzzäunen und Gebetsmühlen umgeben war. Dahinter befanden sich Tempel, Residenzen des Adels und des Klerus sowie die Märkte von Baruun Damnuurchin. Am südlichen Ende des Platzes stand ein roter Kaiserbogen mit grün gekachelten Dachvorsprüngen aus dem Jahr 1883. Oft wurden dort in Anwesenheit von Adligen und Geistlichen mongolischer Ringkampf und Cham-Tänze aufgeführt. Im Laufe der Zeit entwickelte sich das Gelände zu einer Mülldeponie für den Müll der wachsenden Stadt. Manchmal sah man den Bogd Khan in seiner königlichen Prozession am Rand des Geländes entlanglaufen.
Der Tempelkomplex wurde nach der Mongolischen Revolution von 1921 zerstört. 1923 wurde der zentrale Platz zu Ehren des mongolischen Revolutionshelden Damdiny Süchbaatar benannt, nachdem er im selben Jahr verstorben war. Die Zeitung „Izvestiya Ulanbator khoto“ berichtete am 15. Juli 1925, dass „im Einklang mit der mongolischen Tradition der vierte Jahrestag der Volksrevolution mit Kundgebungen auf dem D. Sükhbaatar gewidmeten Platz gefeiert wurde“. Die heutige Statue von Süchbaatar auf seinem Pferd wurde 1946 vom Bildhauer Sonomyn Choimbol (1907–1970) geschaffen und befindet sich an der Stelle, an der Süchbaatars Pferd angeblich während einer Kundgebung am 8. Juli 1921 zur Feier des Sieges der Revolution von 1921 urinierte. Das urinierende Pferd von Sükhbaatar wurde als gutes Omen gewertet und ein Mann namens „Knochenschädel“ Gavaa vergrub an Ort und Stelle ein Zeichen. Im Jahr 1946 ließ Chorloogiin Tschoibalsan den Platz pflastern und die Markierung ausgraben und wählte die Stelle als Standort für die Süchbaatar-Statue. 1926 wurde auf den Ruinen der Tempelanlage das Nationaltheater, auch bekannt als „Theater mit grüner Kuppel“, errichtet. Dort wurden mongolische Opern und Dramen aufgeführt, darunter Werke des berühmten mongolischen Dramatikers Daschdordschiin Natsagdordsch. Das Theater war auch Austragungsort von Parteitagen und während der Großen Säuberungen von 1937 bis 1939 Ort von Schauprozessen, bei denen zahlreiche Opfer zum Tode verurteilt wurden.
Nachdem das Theater 1949 durch einen Brand zerstört wurde, ordnete der Chorloogiin Tschoibalsan 1951 den Bau des Regierungspalastes an seiner Stelle an. Im Jahr 1954 wurde ein Mausoleum für den Nationalhelden der Mongolei, Damdiny Süchbaatar, errichtet, auch um den Personenkult um einen der Gründerväter der Mongolei aufrechtzuerhalten. Es war dem Lenin-Mausoleum in Moskau nachempfunden und befand sich auf der Nordseite des Platzes direkt vor dem Regierungspalast. Damdiny Süchbaatars Überreste wurden im Juli 1954 vom Altan-Ölgii-Nationalfriedhof exhumiert und ins Mausoleum umgebettet und kurz darauf ebenfalls die Überreste von Choibalsan, welcher 1952 verstorben war. Während der Zeit der Mongolischen Volksrepublik war der Sükhbaatar-Platz bis 1989 regelmäßig Schauplatz kommunistischer Paraden, wobei Partei- und Staatsführer jedes Jahr am 1. Mai, 11. Juli und 7. November auf dem Mausoleum von Sükhbaatar standen, um den Festlichkeiten beizuwohnen. Auch für wichtige Besucher wurden große Paraden abgehalten, beispielsweise als der sowjetische Führer Leonid Breschnew 1966 zu einem offiziellen Besuch in die Mongolei kam.
Der Platz war der Mittelpunkt der demokratischen Revolution von 1990, wo es zu massiven Demonstrationen und Hungerstreiks kam. Der Sükhbaatar-Platz war auch Schauplatz der gewalttätigen Ausschreitungen am 1. Juli 2008, bei denen fünf Menschen erschossen und viele weitere verletzt wurden, als sie gegen die Ergebnisse der Parlamentswahlen protestierten. Mit der Abkehr von der sozialistischen Ideologie nach der Demokratischen Revolution und der allgemeinen Entwicklung der Stadt infolge des Wirtschaftswachstums der Mongolei erlebte der Süchbaatar-Platz dramatische Veränderungen. Am dramatischsten war die Entfernung des Süchbaatar-Mausoleums im Jahr 2005 und der Bau des Erweiterungsflügels des Regierungspalastes mit integriertem Denkmal für Dschingis Khan als Ersatz. Zwischen 2005 und 2008 wurden an den Rändern des Platzes zwei markante Wolkenkratzer errichtet, zunächst die Central Towers und dann der Blue Sky Tower.
Eine 2013 erfolgte Umbenennung in „Dschingis-Khan-Platz“ wurde 2016 wieder rückgängig gemacht. Heute finden auf dem Süchbaatar-Platz regelmäßig Staatsakte, Militärparaden und andere Veranstaltungen statt.